# Clorkyuygenite
La clorkyuygenite (simbolo IMA: Cky) è un raro minerale appartenente al supergruppo della mayenite; appartiene alla classe dei minerali "ossidi e idrossidi" con la composizione chimica idealizzata Ca12Al14O32[(H2O)4Cl2].

## Etimologia e storia
Questo minerale è stato scoperto nella caldera dell'alto corso del fiume Chegem, Caucaso del Nord, Cabardino-Balcaria, Russia e approvato dall'IMA nel settembre 2012 con il nome di kyuygenite poi modificato in clorkyuygenite.
La struttura di questo composto è stata chiarita nel 1936 da W. Büssem e A. Eitel presso la Società Kaiser Wilhelm per la ricerca sui silicati. Nel corso della delucidazione della struttura, i due studiosi hanno corretto la composizione in 12CaO · 7Al2O3, C12A7 secondo la notazione della chimica del cemento.
Le prime scoperte di un alluminato di calcio cubico naturale sono state fatte nel 1963 da L. Heller in una roccia di spurrite nell'affioramento di Nalhal Ayalon della Formazione Hatrurim in Israele. È un minerale comune in molti affioramenti della formazione piro-metamorfica di Hatrurim.
Un anno dopo, è stato descritto come un nuovo minerale da Gerhard Hentschel insieme alla brownmillerite in inclusioni calcaree provenienti dalle lave dell'Ettringer Bellerberg con la composizione Ca12Al14O33. Chiamò il nuovo minerale mayenite in onore della vicina città di Mayen.
L'analogo del cloro della mayenite, il composto 11CaO · 7Al2O3 · CaCl2, è stato sintetizzato nel 2008 da Tomoyuki Iwata e collaboratori del Nagoya Institute of Technology di Nagoya, in Giappone.
Una clormayenite idrata proveniente dall'ignimbrite della caldera di Chengem, nel Circondario federale del Caucaso Settentrionale di Cabardino-Balcaria in Russia, è stata descritta nel 2013 da Evgeni Galuskin e collaboratori e riconosciuta come un nuovo minerale dal CNMNC dell'IMA con il nome di kyuygenite, dal luogo in cui è stata trovata, il Monte Kyuygen-Kaya.
Nel corso della ridefinizione del supergruppo della mayenite del 2010, sono state riesaminate le mayeniti provenienti da diversi siti. Tutte le mayeniti presenti in natura contengono fluoro o cloro e la composizione dichiarata da Hentschel non può essere confermata in nessun caso. Il nome mayenite è stato successivamente scartato in seguito alla scoperta di nuovi minerali del gruppo della mayenite e sono stati introdotti nuovi nomi, tra cui clorkyuygenite per la kyuygenite della caldera di Chengem.

## Classificazione
Nell'attuale classificazione dell'Associazione Mineralogica Internazionale (IMA) la clorkyuygenite, insieme alla clormayenite, alla fluorkyuygenite e alla fluormayenite, appartiene al gruppo della mayenite con meno di 4 atomi di cloro e 2 di silicio per unità di formula nel supergruppo della mayenite.
Poiché la clorkyuygenite è stata riconosciuta come minerale indipendente solo nel 2012, non è elencata nell'8ª edizione della sistematica minerale di Strunz, che è obsoleta dal 1977, e nemmeno nella 9ª edizione della sistematica minerale di Strunz, che è stata aggiornata l'ultima volta dall'Associazione Mineralogica Internazionale nel 2009. Neanche la classificazione dei minerali Dana, utilizzata principalmente nel mondo anglosassone, elenca la clorkyuygenite.
Nella Sistematica dei lapis (Lapis-Systematik) di Stefan Weiß, che è stata rivista e aggiornata l'ultima volta nel 2018 e che si basa ancora sull'ottava edizione di Strunz per rispetto verso collezionisti privati e delle collezioni istituzionali, il minerale è stato assegnato al sistema nº IV/A.07-045. in questa Sistematica ciò corrisponde alla classe di "Ossidi e idrossidi" e lì alla sottoclasse "Ossidi con il rapporto di metallo : ossigeno = 1:1 e 2:1 (M2O, MO)", dove la clorkyuygenite insieme a bitikleite, brownmillerite, clormanyenite, dzhuluite, elbrusite, fluorkyuygenite, fluormayenite, shulamitite, srebrodolskite, tululite e usturite forma il gruppo senza nome IV/A.07.

## Chimica
La clorkyuygenite con la composizione idealizzata
{\displaystyle {\ce {^{[X]}Ca_{12}\,^{[T]}Al^{3+}_{14}O_{32}\,^{[W]}[(H_2O)_4Cl_2]}}}
è l'analogo del cloro della fluorkyuygenite {\displaystyle {\ce {(^{[X]}Ca_{12}\,^{[T]}Al^{3+}_{14}O_{32}\,^{[W]}[(H_2O)_4F_2])}}} e l'H2O-analogo della clormayenite {\displaystyle {\ce {(^{[X]}Ca_{12}\,^{[T]}Al_{14}^{3+}O_{32}\,^{[W]}[\Box _{4}Cl_{2}])}}}, dove {\displaystyle {\ce {[X], [T]}}} e {\displaystyle {\ce {[W]}}} sono le posizioni nella struttura della mayenite e {\displaystyle {\ce {\Box }}} (lacuna) sta per una posizione reticolare non occupata.
La composizione riscontrata nel campione ritrovato nella località tipo è
{\displaystyle {\ce {^{[X]}Ca_{11,979}\,^{[T]}(Al_{12,986}Fe^{3+}_{0,823}Si_{0,179}Ti_{0,033})O_{32}\,^{[W]}[(H2O)_{3,767}Cl_{2,234}(OH)_{0,296}]}}}
Le deviazioni dalla composizione ideale sono dovute principalmente a due file di cristalli misti. Da un lato, Fe3+ è incorporato nelle posizioni {\displaystyle {\ce {[T]}}}, secondo la reazione di scambio
{\displaystyle {\ce {^{[T]}Al^{3+}=\,^{[T]}Fe^{3+}\,\,\,\,\,\,}}} (ipotetico analogo del ferro della clorkyuygenite),
d'altra parte, la formazione di cristalli misti con wadalite porta a bassi contenuti di silicio insieme a un contenuto leggermente aumentato di ioni monovalenti in posizione {\displaystyle {\ce {[W]}}}:
{\displaystyle {\ce {^{[T]}Al^{3+}+^{[W]}\Box =^{[T]}Si^{4+}+^{[W]}Cl^{-}\,\,\,\,\,\,}}} (wadalite)
L'incorporazione di gruppi OH, come nella clormayenite o nella fluorkyuygenite, non è stata osservata nella clorkyuygenite della località tipo.

## Abito cristallino
Il minerale cristallizza nel sistema cristallino cubico nel gruppo spaziale I43d (gruppo nº 220) con 2 unità di formula per cella unitaria. Il cristallo misto naturale della località tipo ha una costante di reticolo a = 12.0285 Å.
La struttura è quella della clormayenite. L'alluminio (Al3+) occupa le due posizioni {\displaystyle {\ce {Z}}} tetraedriche circondate da 4 ioni di ossigeno. Formano una struttura tetraedrica che racchiude gabbie interconnesse; ognuna di queste gabbie è occupata da due ioni calcio (Ca2+), che sono irregolarmente circondati da 6 ossigeni. Nel loro centro tra gli ioni calcio, 1/3 delle gabbie contengono uno ione cloro (Cl-), le restanti 4 posizioni {\displaystyle {\ce {[W]}}} contengono H2O.

## Origine e giacitura
La clorkyuygenite si forma a bassa pressione e ad alte temperature durante la conversione della clormayenite da un fluido ricco di acqua.
Fino al 2023 la clorkyuygenite è stata trovata solo nella sua località tipo, dove stata trovata come minerale accessorio negli xenoliti di skarn calcareo nell'ignimbrite inclusa nella chegemite, nella reinhardbraunsite e nella srebrodolskite o intorno ai cristalli di wadalite associata a chegemite–fluorchegemite, reinhardbraunsite–kumtyubeite, rondorfite, hydroxylellestadite, lakargiite, perovskite, kerimasite, elbrusite, minerali del gruppo dell'ettringite, hydrocalumite, bultfonteinite e minerali della serie katoite–grossularia.

## Forma in cui si presenta in natura
La clorkyuygenite sviluppa solo cristalli molto piccoli e incolori o granuli tondeggianti di dimensioni inferiori a 0,1 mm. I cristalli mostrano le superfici del triacistetraedro {211}.
La clorkyuygenite è stata scoperta sotto forma di grani arrotondati e cristalli di forma tris-tetraedrica di dimensioni fino a 50 µm e aggregati fino a 100–150 µm.